# Ninox novaeseelandiae
Il gufastore della Nuova Zelanda (Ninox novaeseelandiae (J.F.Gmelin, 1788)), noto anche come civetta boobook, è un uccello rapace della famiglia Strigidae, endemico della Nuova Zelanda.